# 元均 (西魏)
元 均（げん きん、生没年不詳）は、北魏・西魏の皇族。安昌王。名は子均。

## 経歴
元修義の子として生まれた。北魏末年に給事黄門侍郎となった。後に西魏に入って、安昌王に封じられ、開府儀同三司の位を受けた。死去すると、司空の位を追贈された。諡は平といった。

## 子女
- 元則（字は孝規、安昌王の爵位を嗣ぎ、衛州刺史となった。北周に仕えて小冢宰・江陵総管をつとめた。子の元文都が知られた）
- 元矩（字は孝矩）
- 元雅（字は孝方、隋の開皇年間に左領左右将軍や集沁二州刺史を歴任し、順陽郡公に封じられた）
- 元褒（字は孝整）

## 伝記資料
- 『魏書』巻19上 列伝第7上
- 『北史』巻17 列伝第5